# Cernay (Haut-Rhin)
Cernay (Duits: Sennheim) is een gemeente in het Franse departement Haut-Rhin (regio Grand Est). De gemeente maakt deel uit van het arrondissement Thann-Guebwiller. Cernay telde op 1 januari 2022 11.737 inwoners.

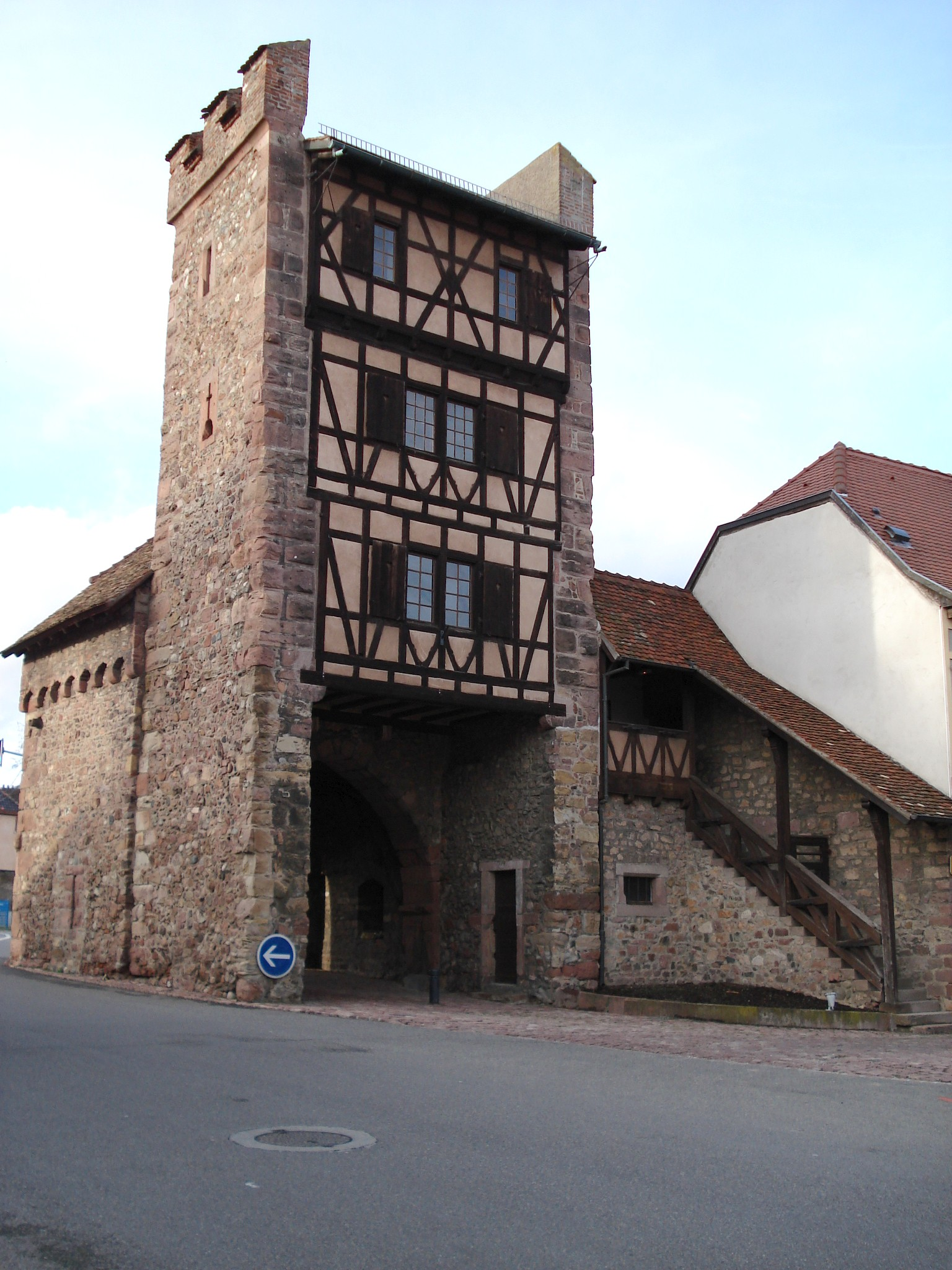
Porte de Thann
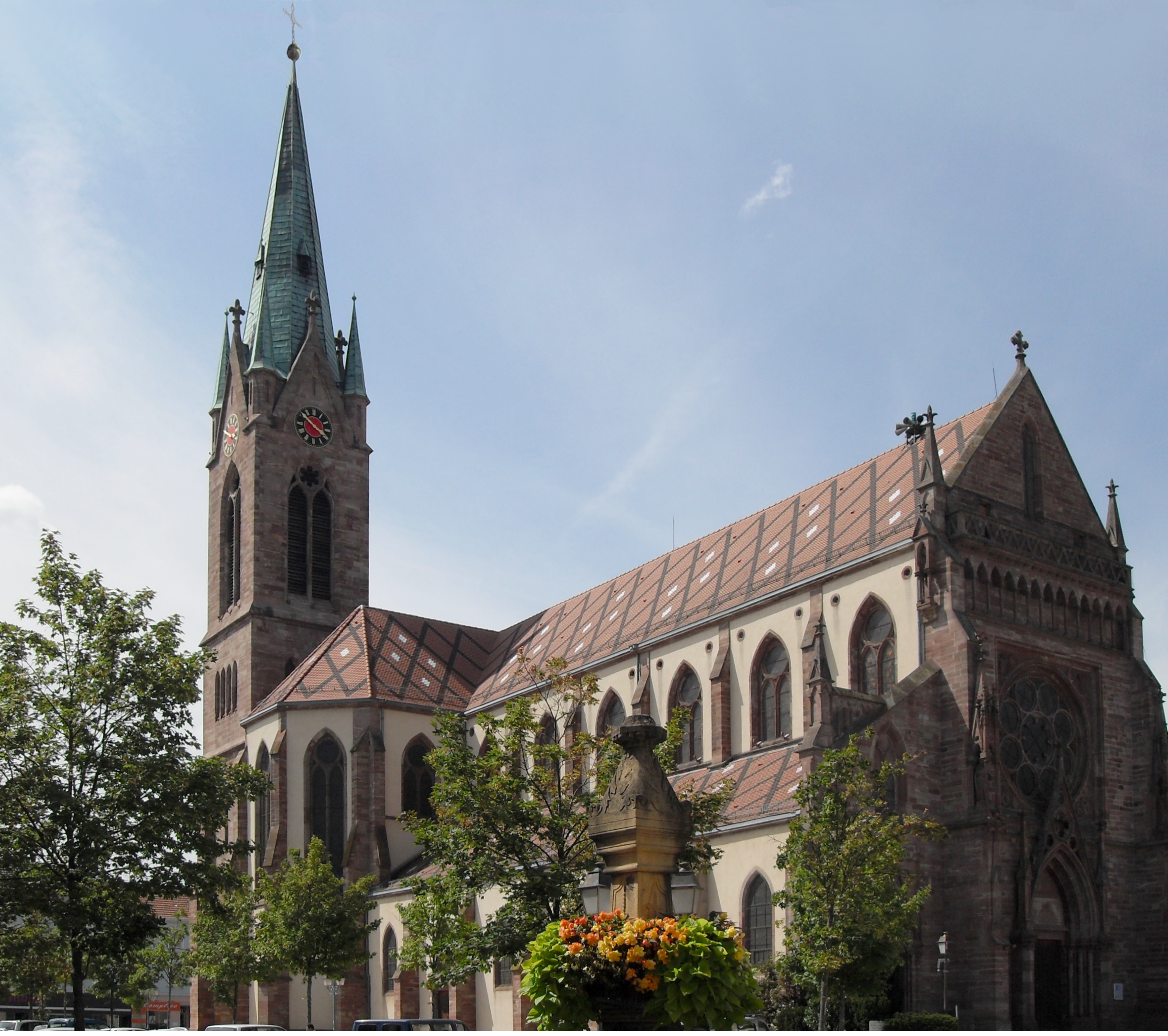
Église Saint-Étienne
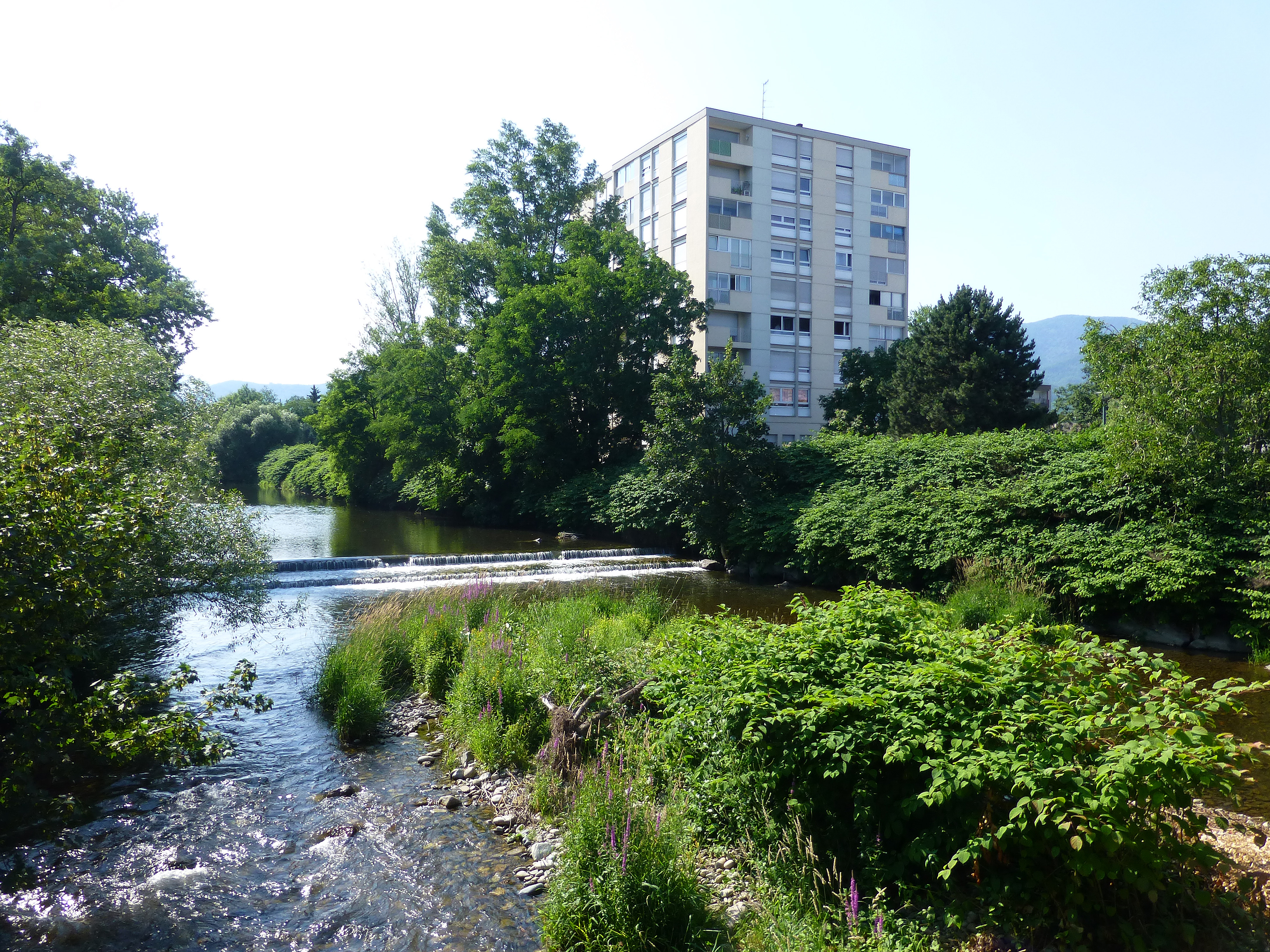
De Thur
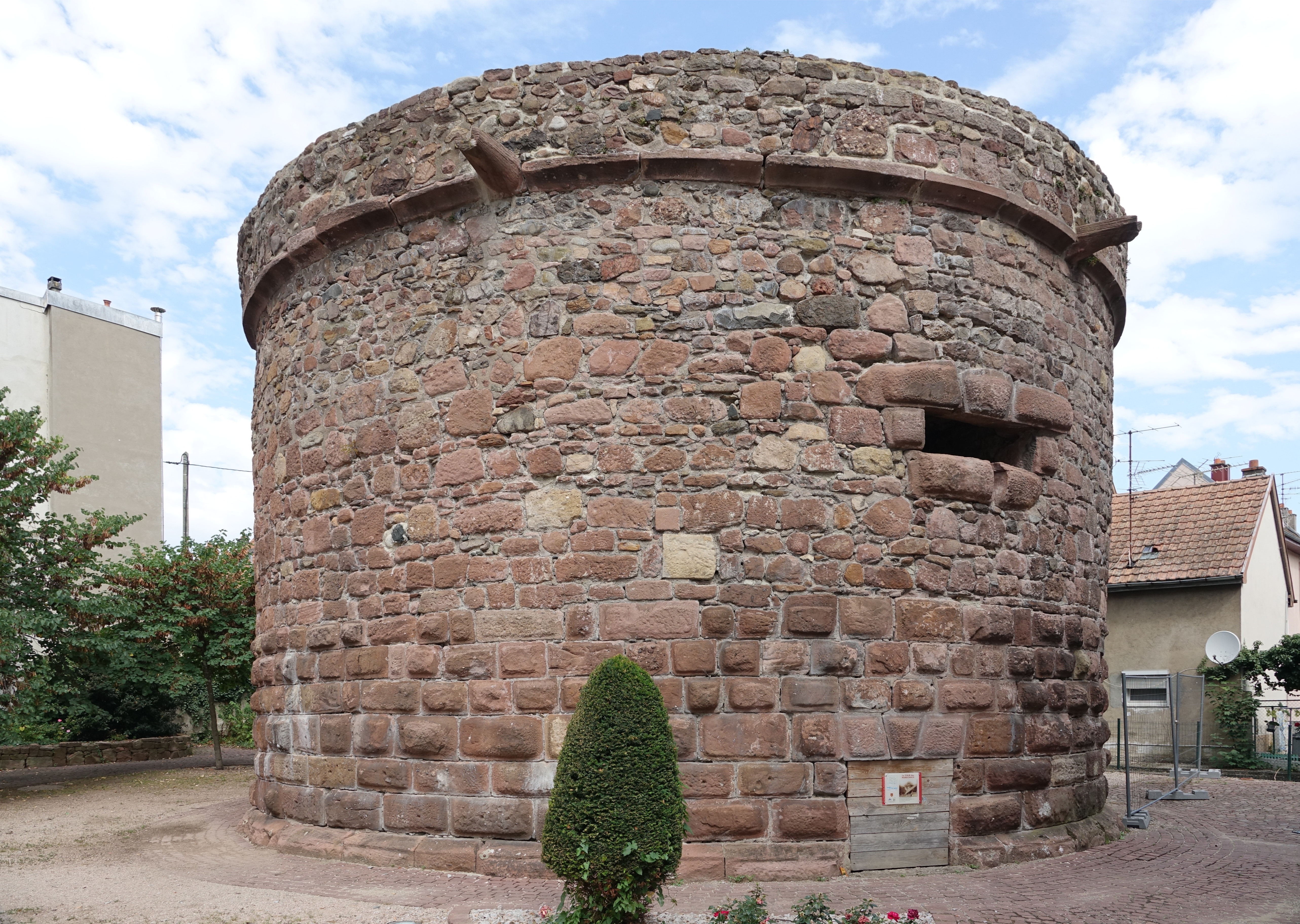
Tour des Maréchaux
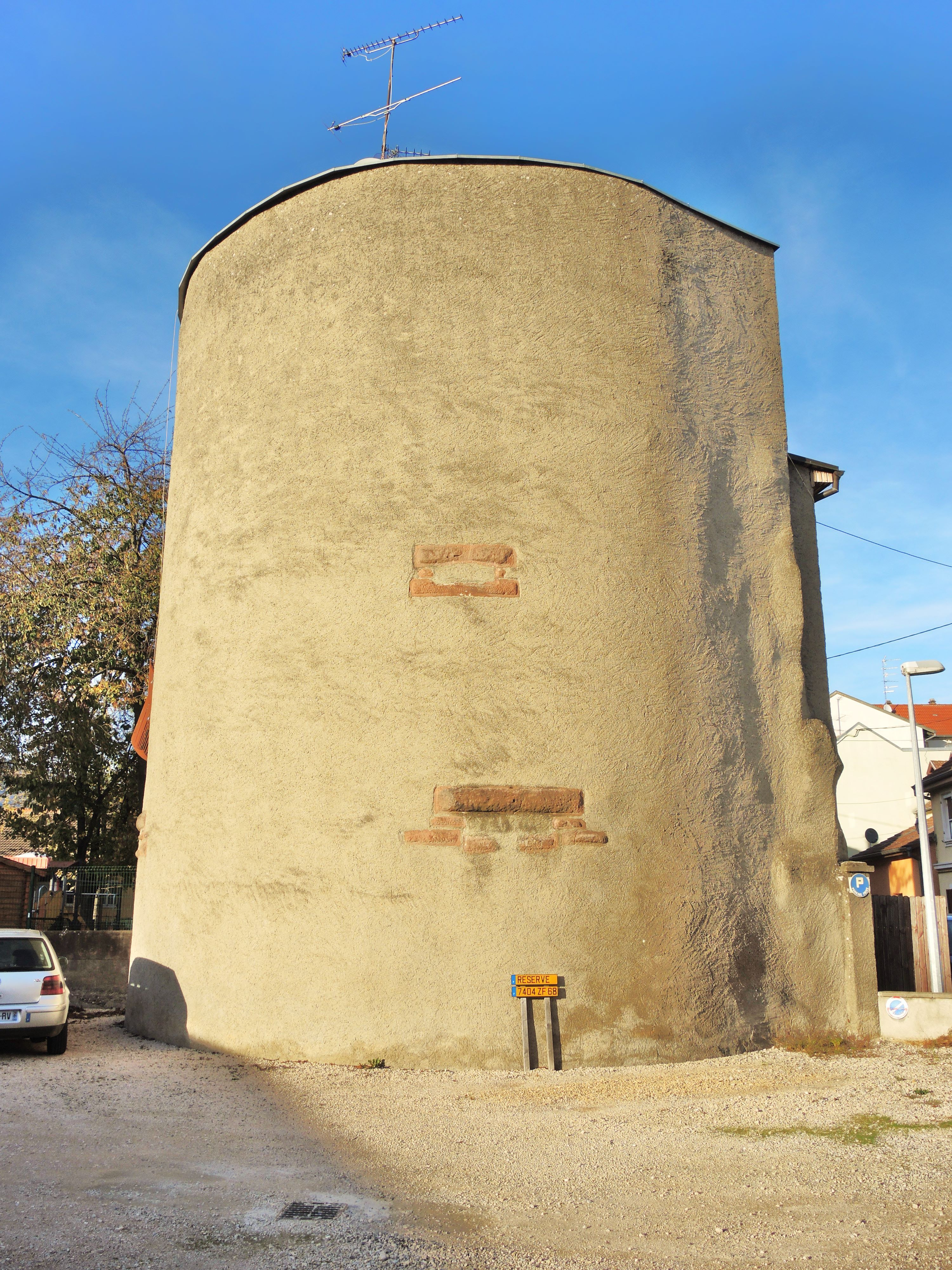
Tour des Ânes

## Geschiedenis
De plaats werd voor het eerst genoemd in 1144 als Sennenheim. Ze maakte deel uit van het graafschap Ferrette en kreeg in 1268 een stadsmuur. In 1324 gingen de stad en de heerlijkheid Cernay over naar het huis Habsburg.
In de midden van de 18e eeuw kwam er textielindustrie naar Cernay. In Mulhouse bestonden er al ateliers waar bedrukt en geverfd katoen werden gemaakt. De aanwezigheid van goedkoop werkvolk en zuiver water lokte fabrieken naar Cernay. In de eerste helft van de 19e eeuw kwam er ook andere textielindustrie en ook machinebouw en chemische nijverheid. In 1870, bij het uitbreken van de Frans-Duitse Oorlog waren er stakingen en sociale onrust in de fabrieken van Cernay. De stad werd met de rest van Elzas Duits en het economische leven hernam. In 1915 en opnieuw in 1945 leed de stad zware oorlogsschade. Alle bruggen en veel gebouwen werden vernield. In de jaren 1980 verdween de textielindustrie.

## Geografie
De oppervlakte van Cernay bedroeg op 1 januari 2022 18,04 vierkante kilometer; de bevolkingsdichtheid was toen 650,6 inwoners per km². De Thur stroomt door de gemeente.
De onderstaande kaart toont de ligging van Cernay met de belangrijkste infrastructuur en aangrenzende gemeenten.

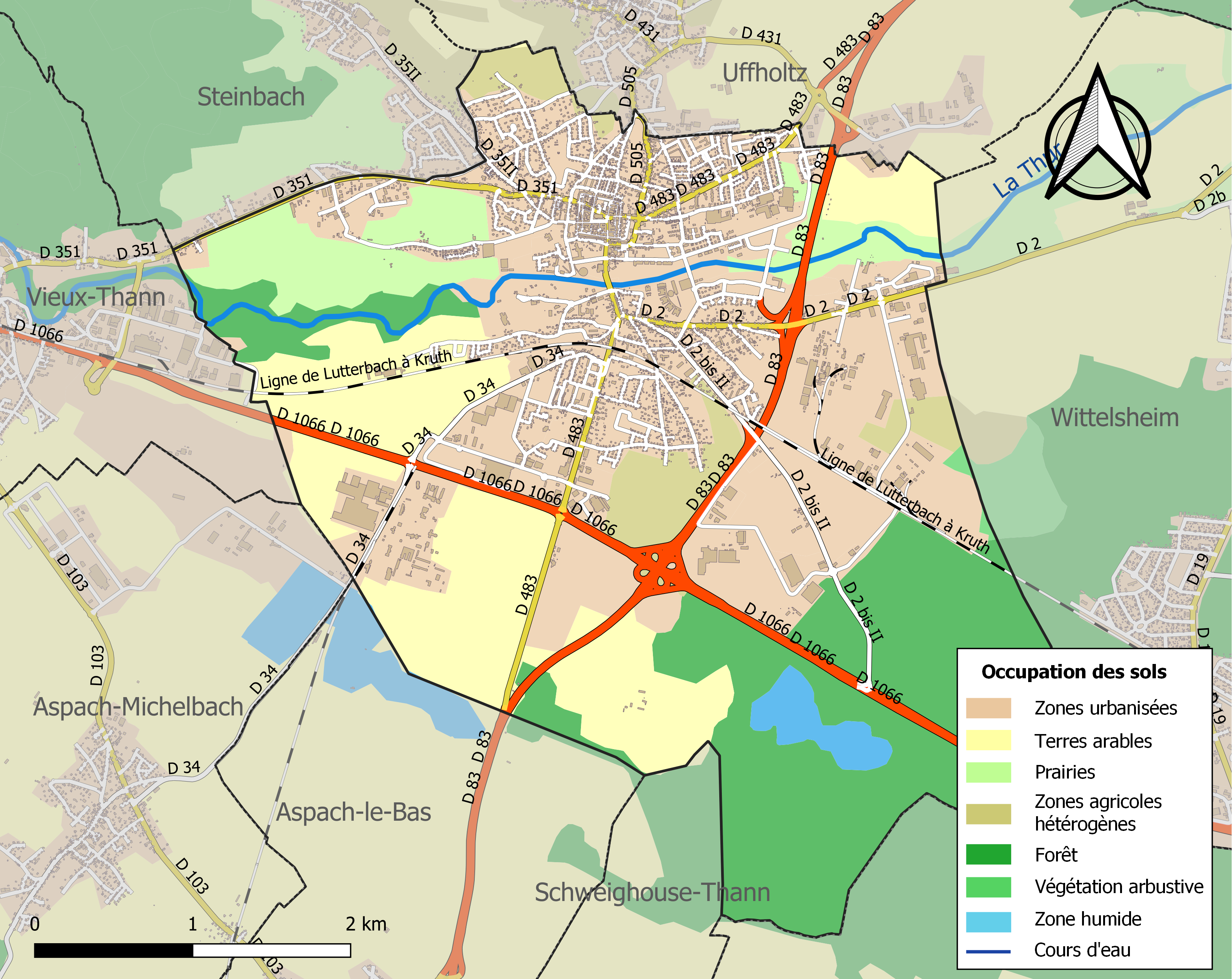

## Bezienswaardigheden
Net ten noorden van Cernay eindigt de Route des Crêtes, een weg aangelegd door het Franse leger tijdens de Eerste Wereldoorlog. In de gemeente zijn een Franse en een Duitse militaire begraafplaats met gesneuvelden van beide wereldoorlogen.
De kerk Saint-Étienne heeft binnenin de schildering Credo (René Kuder, 1930), bestaande uit tien wandpanelen dat erkend is als historisch monument.
De ommuurde stad ten noorden van de Thur had een rechthoekig grondplan met op elke hoek een toren (Tour des Ânes of Esselthurm, Tour des Maréchaux, Tour Cornière en Tour des Sorcières). De eerste twee torens bleven bewaard. In de voormalige stadspoort Porte de Thann is een museum over de geschiedenis van de streek ingericht (Musée de la Porte de Thann) dat sinds 2002 erkend is als Musée de France.

## Demografie
Onderstaande figuur toont het verloop van het inwonertal (bron: INSEE-tellingen).

## Verkeer en vervoer
In de gemeente staat het spoorwegstation Cernay.